# ورقتا البلقان غير الرسميتان (2021)
- كرواتيا الكبرى
- صربيا الكبرى
- دولة البوسنة
- الجبل الأسود
- مقدونيا الشمالية
- ألبانيا الكبرى

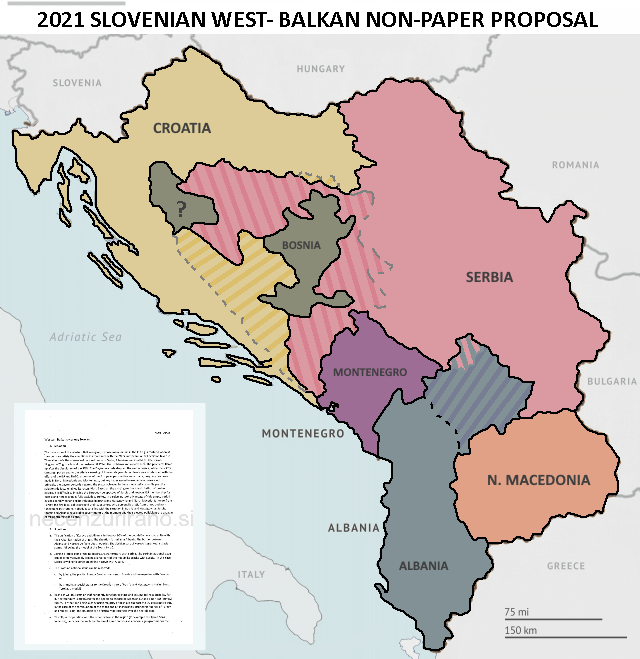
خريطة الحدود المقترحة لغرب البلقان في الورقة غير الرسمية الأولى:

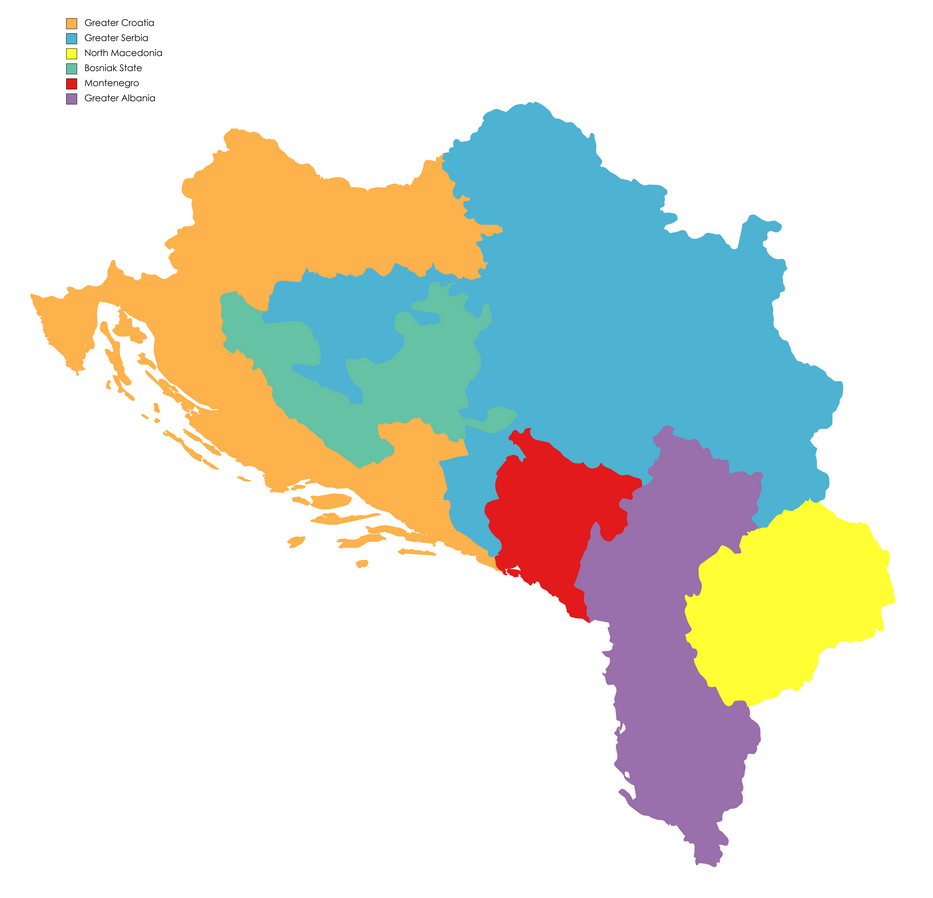
خريطة الحدود المقترحة المعاد رسمها لغرب البلقان:

أوراق البلقان غير الرسمية لعام 2021 هما ورقتان غير رسميتان مجهولتا المصدر ظهرتا في عام 2021، ادعت مصادر متعددة أن حكومة سلوفينيا هي من صاغتهما، اقترح في الورقتين إعادة ترسيم حدود جنوب شرق أوروبا. دعت الوثيقة الأولى إلى "التفكك السلمي" للبوسنة والهرسك، وضم جمهورية صرب البوسنة إلى صربيا الكبرى، وأجزاء كبيرة من الهرسك ووسط البوسنة إلى كرواتيا الكبرى، وتبقى دولة بوسنية صغيرة في وسط وغرب البوسنة، بالإضافة إلى توحيد ألبانيا وكوسوفو.  كُشف عن هذه الأوراق أول مرة في موقع politicki.ba البوسني في 12 أبريل 2021. كانت هناك شكوك حول مصداقة الورقة وأصلها في البداية، لكن قال رئيس الوزراء الألباني إيدي راما أنه من القلائل الذين رأوا الورقة في الدوائر الدبلوماسية. ونُشرت الورقة غير الرسمية المفترضة على موقع Necenzurirano السلوفيني في 15 أبريل 2021.
لاقت الأفكار والخطط المقترحة في الورقة الأولى انتقادات واسعة من العديد من القادة السياسيين في البوسنة والهرسك وصربيا وكرواتيا والجبل الأسود وسلوفينيا ومقدونيا الشمالية وسياسيين من الاتحاد الأوروبي وروسيا. ظهرت ورقة غير رسمية ثانية في وسائل الإعلام الناطقة بالألبانية في كوسوفو في أبريل 2021، تقترح أن تعترف صربيا باستقلال كوسوفو بحلول فبراير 2022 وأن تُمنح المناطق ذات الأغلبية الصربية في شمال كوسوفو حكمًا ذاتيًا كجزء من الاتفاق.

## ردود الفعل
قال عضو مجلس رئاسة البوسنة والهرسك جليكو كومشيتش بأن "كل شيء مدبر سلفًا والله وحده يعلم بما ستؤول إليه الأمور". وأرسل عضو مجلس الرئاسة الآخر شفيق جعفروفيتش رسالة تعبر عن قلقه إلى رئيس المجلس الأوروبي شارل ميشيل. عقب تلقيه لأخبار الوثيقة اتصل رئيس الوزراء السلوفيني يانيز يانشا بجعفروفيتش، ونفى في المكالمة وجود "أي وثيقة غير رسمية تتعلق بتغيير الحدود في غرب البلقان"، مؤكدًا دعمه "للسلامة الإقليمية للبوسنة والهرسك". وأعلن رئيس مجلس وزراء البوسنة والهرسك زوران تيغيلتيا أنه ليس من دعاة "الخطاب التحريضي"، وأنه "لن يشتغل بالأوراق الوهمية".
أشارت عضو البرلمان الأوروبي من سلوفينيا تانيا فاجون إلى أن "المقترحات المطروحة في الوثيقة غير الرسمية خطيرة وينبغي معالجة المشكلات عبر الحوار". وأكد الرئيس السلوفيني بوروت باهور رفضه "للمقترحات الخطيرة بشأن تغيير الحدود في البلقان" مضيفًا أنه "لا يعرف شيئًا حول الوثيقة غير الرسمية".
قال رئيس الوزراء الكرواتي أندريه بلينكوفيتش أنه "أطلع على الوثيقة غير الرسمية على موقع إلكتروني لكنها لم تُقدم رسميًا إلى كرواتيا". ذكر وزير الخارجية الروسي سيرغي لافروف أن الوثيقة "لعبة خطيرة" وأن "بروكسل تتخذ موقفًا مختلفًا عندما تكون روسيا طرفًا في الأمر". اكتفى الرئيس الصربي ألكسندر فوتشيتش بالقول أن صربيا "يمكن أن تساعد البوسنة والهرسك فقط" وأنها لن "تتدخل في شؤونها الداخلية". وقال رئيس الجبل الأسود ميلو جوكانوفيتش أن "هناك من يسعى لإشعال فتيل الحرب في أقرب وقت ممكن" قدمها.
رد يوراكتيف على الوثيقة غير الرسمية بالقول: "إنها كاختبار رورشاخ، الجميع يرى فيه ما يرغب". وأفاد نائب رئيس المفوضية الأوروبية والممثل السامي للاتحاد الأوروبي للشؤون الخارجية والسياسة الأمنية جوزيب بوريل بأنه "لم يتلق الوثيقة غير الرسمية قط" ولكنه "سمع بها". وأعلن الرئيس المقدوني ستيفو بينداروفسكي أن "أي تغيير للحدود في البلقان سيؤدي إلى إراقة الدماء".
أوضح شتيفين زايبرت المتحدث باسم المستشارة الألمانية أنغيلا ميركل، بأن "الأفكار حول التغييرات الحدودية في غرب البلقان خطيرة جدًا". كشفت الحكومة السلوفينية في 11 يونيو 2021 عن وثيقة غير رسمية سرية سابقة تتعلق بالبوسنة والهرسك أعدها سرًا الرئيس السلوفيني السابق ميلان كوتشان في عام 2011.

## للاستزادة
- Buyuk، Hamdi Firat (4 مايو 2021). "EU Inaction Blamed for Proposal to Redraw Balkan Borders". Balkan Insight. مؤرشف من الأصل في 2021-05-09. اطلع عليه بتاريخ 2021-05-05.